# Nuno Lopes (attore)
Nuno Lopes (Lisbona, 6 maggio 1978) è un attore portoghese.
Nuno Lopes ha studiato alla Scuola superiore di teatro e del cinema di Lisbona.
Ha vinto cinque Globos de Ouro come miglior attore portoghese. Ha vinto anche il premio come miglior attore al Festival du film luso-brésilien e un premio Shooting Stars Award al Festival di Berlino.

## Filmografia

### Cinema
- La commedia di Dio (A Comédia de Deus), regia di João César Monteiro (1995)
- Peixe-Lua, regia di José Álvaro Morais (2000)
- António, Um Rapaz de Lisboa, regia di  Jorge Silva Melo (2002)
- Quaresma, regia di José Álvaro Morais (2003)
- Ma mère, regia di Christophe Honoré (2004)
- Alice, regia di Marco Martins (2005)
- Buona notte Irene (Goodnight Irene), regia di Chrisddoré (2008)
- Nuit de chien, regia di Werner Schroeter (2008)
- Entre os Dedos, regia di Tiago Guedes e Frederico Serra (2008)
- Sangue do Meu Sangue, regia di João Canijo (2011)
- Efeitos Secundários, regia di Paulo Rebelo (2011)
- Assim assim, regia di Sérgio Graciano (2012)
- Operation Libertad, regia di Nicolas Wadimoff (2012)
- Linhas de Wellington, regia di Valeria Sarmiento (2012)
- Operação Outono, regia di Bruno de Almeida (2012)
- Cadences obstinées, regia di Fanny Ardant (2013)
- Sentimentos, regia di Hélio Félix (2013)
- Capitão Falcão, regia di João Leitão (2015)
- Posto-Avançado do Progresso, regia di Hugo Vieira da Silva (2016)
- São Jorge, regia di Marco Martins (2016)
- Joaquim, regia di Marcelo Gomes (2017)
- Menina, regia di Cristina Pinheiro (2017)
- O Grande Circo Místico, regia di Carlos Diegues (2018)
- Il vento sta cambiando (Le vent tourne), regia di Bettina Oberli (2018)
- Lasciatelo dire! (Chamboultout), regia di Éric Lavaine (2019)
- Tutti amano Jeanne (Tout le monde aime Jeanne), regia di Céline Devaux (2022)
- Un'estate con Sofia (Une fille facile), regia di Rebecca Zlotowski (2019)
- Mal Viver, regia di João Canijo (2023)
- Viver Mal, regia di João Canijo (2023)

### Televisione
- Terra nostra 2 - La speranza (Esperança) – serial TV, 209 puntate (2002-2003)
- Little Murders by Agatha Christie (Les Petits Meurtres d'Agatha Christie) – serie TV, episodio 2x25 (2019)
- White Lines – serie TV, 10 episodi (2020)
- The New Look – serie TV, 7 episodi (2024)
- La Ruota del Tempo (The Wheel of Time) – serie TV, episodi 3x02-3x03-3x08 (2025)

## Premi
- Festival di Berlino 2006
  - Shooting Stars Award

## Doppiatori italiani
Nelle versioni in italiano delle opere in cui ha recitato, Nuno Lopes è stato doppiato da:
- Simone D'Andrea in White Lines, The New Look
- Gianluca Iacono in Terra nostra 2 - La speranza
- Luigi Ferraro in Tutti amano Jeanne
- Guido Di Naccio in Un'estate con Sofia
- Nanni Baldini ne La Ruota del Tempo